# Beraldia aurifacies
Beraldia aurifacies là một loài ruồi trong họ Tachinidae.